# Trentepohlia atrobasalis
Trentepohlia atrobasalis är en tvåvingeart som beskrevs av Alexander 1959. Trentepohlia atrobasalis ingår i släktet Trentepohlia och familjen småharkrankar.
Artens utbredningsområde är Komorerna. Inga underarter finns listade i Catalogue of Life.